# جووانی دومنیکو کاسینی
جیووانی دومنیکو کاسینی (ایتالیایی: Giovanni Domenico Cassini زاده ۸ ژوئن ۱۶۲۵ – درگذشته ۱۴ سپتامبر ۱۷۱۲) یک ریاضی‌دان، اخترشناس، مهندس و اخترشمار ایتالیایی بود.
او را با نام جاندومنیکو کاسینی (Giandomenico Cassini) نیز می‌نامیدند. کاسینی در زمان جمهوری جنوآ در محلی به نام پرینالدو در نزدیکی سانرمو به دنیا آمد.
کاسینی به همراه رابرت هوک، لکه قرمز بزرگ را در سیارهٔ هرمز (مشتری) کشف کرد. کاسینی همچنین نخستین کسی بود که چهار ماه کیوان (زحل) را رصد کرد. وی این چهار قمر را «ستارگان لوئی» نامید. کاسینی همچنین در حدود سال ۱۶۹۰ شکاف کاسینی را در میان حلقه‌های زحل کشف کرد.
سیارک ۲۴۱۰۱ به نام اوست.
همچنین، یکی از برنامه‌های قدیمی‌تر برنامه فلگ‌شیپ ناسا؛ و نیز، یکی از مهمترین مأموریت‌های فضایی که به‌طور مشترک توسط ناسا و آژانس فضایی اروپا و برای کاوش سیاره کیوان و قمرهای آن به فضا فرستاده شده‌بود، به افتخار این دانشمند فضاپیمای کاسینی نام‌گذاری شده بود.